# Allophylus conraui
Allophylus conraui är en kinesträdsväxtart som beskrevs av Ernest Friedrich Gilg och Ludwig Radlkofer. Allophylus conraui ingår i släktet Allophylus och familjen kinesträdsväxter. Inga underarter finns listade i Catalogue of Life.